# 가시모촌
가시모촌(일본어: 加子母村)은 일본 기후현 에나군에 설치되었던 촌이다. 2005년 2월 13일에 나카쓰가와시에 편입되었다.

## 역사
에도 시대에는 오와리 번령이였다.
- 1889년 7월 1일 - 정촌제 시행으로 에나군 가시모촌이 성립하였다.
- 2005년 2월 13일 - 가시모촌이 나카쓰가와시에 편입되었다.

## 교통

### 도로
- 국도 제256호선
- 국도 제257호선

## 참고 문헌
- 角川日本地名大辞典編纂委員会,『角川日本地名大辞典 21 岐阜県』1980, 角川書店